# Åsele samrealskola
Åsele samrealskola var en realskola i Åsele verksam från 1942 till 1964.

## Historia
Skolan inrättades 1937 som en högre folkskola, vilken 1 januari 1942 ombildades till en kommunal mellanskola  Denna ombildades från 1946 successivt till Åsele samrealskola.
Realexamen gavs från 1942 till 1964.